# IODI
IODI, fue un dúo paraguayo de rock formado en el año 1969 en Asunción, por los hermanos Dirk y Jörn Wenger, ambos hijos de inmigrantes alemanes. Lograron un éxito rotundo dentro y fuera del país, tanto en Argentina, Chile, Estados Unidos y parte de Europa como España y Alemania. Inicialmente llamados como JODI, estos cambiaron una vez firmado el contrato con la discográfica EMI Argentina; por ser parecido a una palabra coloquial en ese mismo país. Son considerados como uno de los grupos pioneros del rock paraguayo.

## Historia
La formación del dúo conformado por Dirk y Jörn Wenger ocurrió a mediados de los 60 y 70, en Asunción. Hijos de inmigrantes alemanes, fueron conocidos como los pioneros en todo el mundo por ser los precursores del Lo-Fi y el Rock Psicodélico; y por la utilización de instrumentos musicales electrónicos como el sintetizador Moog, en ese entonces recién inventado para la elaboración de música, toda una revolución e innovación teniendo en cuenta que pocos habían utilizado en ese entonces estos instrumentos. Lograron contrato musical con la discográfica EMI Argentina y la inscripción en la SADAIC de Buenos Aires. Lanzaron varios discos a través de su estudio de grabación propio, IODI Media que sigue activo hasta hoy en día para elaboración de spots publicitarios y producción de discos para grupos musicales como también bajo el sello de la Philips Records y EMI Argentina. A pesar de su éxito rotundo en varios países, nunca lograron realizar realizar una presentación en vivo. Algunas de sus composiciones más conocidas son Solo Pienso en Ti, Dear Mom y Sueño de tus Ojos.

## Discografía

### Álbumes de estudio
- Pops De Vanguardia (1969, Phonogram).
- Pop Espontáneo (1975; relanzado en 2018 por Out-Sider Music)
- IODI (1975, EMI).
- IODI 2 (1977, EMI).
- Iodi (1985, EMI).

### Sencillos y EP
- JODI  (7", EP, 1971, JODI).
- JODI  (segunda versión, 7", EP, 1971, JODI).
- El Orgullo Del Verano / No Llorar Mas (7", 1972, Parlophone).
- Olvidalo / Te Estimo (1973, EMI).
- Pienso En Ti / Oh! Dime Por Que (1974, EMI).
- Yo Necesito De Ti / Tu Amor Me Destruye (7" Single, 1974, EMI).
- Sueño De Tus Ojos (7" Single, 1974, Parlophone).
- Querida Mom / Te Agradezco (7", 1975, EMI).
- Pienso En Ti / Porque Eres Tan Cruel (7", 1975, EMI).
- Quisiera Estar Contigo / Rapsodia De Amor (1976, EMI).
- Hermanos / Sonrie (1976, EMI).